# Aeroportul Pichoy
Aeroportul Pichoy (IATA: ZAL, ICAO: SCVD) este un aeroport din Provincia Valdivia, Regiunea Los Ríos, Chile ce deservește zona Valdivia. Aeroportul a fost tranzitat în 2022 de 191.767 de pasageri.
Situat la o altitudine de 18 m, aeroportul dispune de o singură pistă.